# حجة الوعي
حجة الوعي هو حجة لوجود الله اعتمادًا على الوعي. وأشهر المدافعين عن هذه الحجة هو الفيلسوف واللاهوتي الأمريكي مورلاند James Porter Moreland، ويعتبر كتاب ديكارت المعنون تأملات في الفلسفة الأولى أحد بواكير طرح حجة الوعي.

## المختصر الفلسفي للحجة
يمكن عرض الحجة بشكلين مختلفين كحجة استقرائية أو استنباطية ويوجد صيغة بديلة لحجة الوعي تستعمل الأفلاطونية كافترض رئيسي في الحجة الاستنباطية.

### الصورة الاستقرائية للحجة
وضع ريتشارد سواينبرن الصورة الاستقرائية للحجة في كتابه وجود الله. واستعمل حجة الهوية الشخصية من ثنائية العقل والجسد لإثبات أن لعقل الإنسان عنصر عقلي غير مادي. وطرح أن السبيل الأكثر احتمالًا لارتباط المادي وغير المادي بتفاعل سببي هو عبر التصميم؛ وهذا بدوره يقتضي وجود المصمم. ويقول سوينبرن أن هذا المصمم هو الله. ويقول نظرًا للطبيعة الاستنباطية لهذه الحجة فهي غير حاسمة، لكنها تقدم دليلًا قويًا على وجود الله. (يعتبر ريتشارد سواينبرن أن البرهنة على وجود الله برهان تراكمي متضافر من مجموعة أدلة متنوعة).

### الصورة الاستنباطية للحجة
1. توجد حالات عقلية غير مادية أصيلة.
2. يوجد تفسير لوجود الحالات العقلية.
3. التفسير الشخصي يختلف عن التفسير العلمي الطبيعي.
4. تفسير وجود الحالات العقلية إما أن يكون تفسيرًا شخصيًا أو تفسيرًا علميًا طبيعيًا.
5. تفسير الحالات العقلية ليس تفسيرًا علميًا طبيعيًا.
6. وبالتالي فتفسير الحالات العقلية هو تفسير شخصي.
7. إن كان التفسير شخصيًا فهو تفسير ألوهي theistic.
8. وبالتالي فالتفسير ألوهي theistic.

المتألهين مثل روبرت أدامز Robert Merrihew Adams  قدم نسخة مختلفة قليلًا من هذه الحجة، ركز فيها على العلاقات المتبادلة بين العقلي/المادي وليس على مجرد وجود الحالات العقلية. وهي حجة تشبه حجة سوينبرن، ولكنها تأخذ منحى استنباطي أكثر منه استقرائي.
أما وليام لين كرايغ فطرح حجة الوعي كما يلي:
1. إن كان الله غير موجود، فلن توجد حالات قصدية للوعي.
2. ولكن الحالات القصدية للوعي توجد فعلًا.
3. وبالتالي فالله موجود.

وقدم بيتر كريفت Peter John Kreeft صورة استنباطية لحجة الوعي بناء على قابلية فهم الكون intelligibility رغم محدودية عقولنا. ويصيغ الحجة استنباطيًا كما يلي:
1. خبرتنا بأن الكون قابل للفهم. وقابليته للفهم تعني أن الكون يمكن أن يدرك بالذكاء.
2. إما أن الكون القابل للفهم والعقول المحدودة التي جهزت لإدراكه جيدًا، هما من نتاج الذكاء، أو أن كلًا من قابلية الفهم والذكاء من نتائج الصدفة العمياء.
3. هما ليس من نتاج الصدفة العمياء"
4. وبالتالي فإن هذا الكون القابل للفهم والعقول المحدودة التي جهزت لإدراكه جيدًا هما من منتجات الذكاء.

ويقارن حجته بحجة العقل التي وضعها سي. إس. لويس.

### الصورة الأفلاطونية للحجة
صاغ الفيلسوف المسيحي أوغسطينوس حجة الوعي، بصيغة تسمى أحيانًا حجة الحقيقة وهي حجة قريبة جدًا من حجة الوعي، وفي حين أنها لا تعتمد منهج استقرائي أو استنباطي، فهي قد تأثرت بالأفلاطونية.
1. تستطيع عقولنا المحدودة اكتشاف الحقائق الأبدية عن الوجود.
2. ربما توجد الحقيقة في العقل.
3. ولكن عقل الإنسان ليس أبديًا.
4. وبالتالي يجب أن يوجد عقل أبدي وجدت فيه هذه الحقائق.

لكن الفيلسوف الكاثوليكي بيتر كريفت، رغم أنه يشعر أنها قد تكون حجة فعالة، يظن أن معرفتنا قليلة بعمل الوعي لهذا بحيث يكون مقنعًا حقًا.
ودعم فيلسوف كاثوليكي آخر إدوارد فيسير حجة أغسطين، ووضعها في كتابه خمسة براهين على وجود الله Five Proofs of the Existence of God. واستنتج أن حجة أغسطين صالحة، بناء على ما قدمه من الأسباب العديدة لصحة افتراضها الأساسي (الأفلاطونية). وضمه لهذه الحجة إلى كتابه عن وجود قد أدى لمراجعة نقدية شديدة من الملحد ريتشارد كارير وأن فيسير أساء فهم الحجة ولم يميز بين الإمكان والوجود الفعلي. وأجاب فيسيرعلى انتقاد كارير بقوله «الكاتب الشعبوي الملحد ادعى ادعاء عريضًا قد فضح زيف! (إشارة التعجب من أصل كلامه) كتاب البراهين الخمسة على وجود الله. وهذا أداء قاصر بشكل غريب بحيث لو قلنا أنه يستخدم مغالطة رجل القش فقد أهنا رجل القش، لأن رجل القش يحمل القليل من الشبه مع الحجة قيد النظر ... من الصعب أن نعتقد أن كارير قد قرأ كل كتاب البراهين الخمسة على وجود الله، ولكنني بالتأكيد لم أتعب نفسي بقراءة بقية نقده لأنه نظرًا لأن ما قاله عن البرهان الأرسطي بائس جدًا».

## النقد
افتراض وجود الحالات العقلية غير المادية يتضمن الإقرار برؤية ثنائية للعقل فيمكن نقد الحجة بتأكيد مذهب أن كل شيء فيزيائي. وتركز محاولات النقد على جعل الوعي كمظهر أو وظيفة مادية عرضية ويرد مورلاند بأن هذه محاولات ظرفية لا تستطيع أن تعلل كثير من سمات الخبرة الواعية. وانتقد مورلاند محاولات تعليل الوعي من جون سيرل وتيموثي أوكونور وكولن ماجيم وديفيد سكريبا وفيليب كلايتون.
والانتقاد الآخر كان الانتقال من التفسير الشخصي إلى تفسير توحيدي وليس تفسير ربوبي أو متعدد الآلهة للنية. لكن مورلاند رأى أن هذه الانتقادات قليلة الأهمية لأن الغربيون لا يعرفون مقابل صالح للتفسيرات الشخصية إلا النزعة التوحيدية، كما ان نصل أوكام يمكن تطبيقه هنا فلا يلزم إلا فاعل شخصي واحد.